# Gabriel de Mortillet
Louis Laurent Gabriel de Mortillet (29 de agosto de 1821, Isère - 25 de septiembre de 1898, Saint-Germain-en-Laye) fue un arqueólogo y antropólogo francés que jugó un importante papel en las primeras investigaciones relativas a la Prehistoria.

## Biografía
Recibió educación en el colegio de los jesuitas de Chambéry y en el Conservatorio de París. A partir de 1847 se convirtió en propietario de La Revue independante. Debido a su implicación en la Revolución de 1848 en el bando socialista fue condenado al exilio por la presidencia de Luis Napoleón Bonaparte. Se refugió en Suiza, donde, a partir de 1858 centró su interés en la etnología, tomando parte en la exploración de los lagos lombardos y descubriendo en 1863 el primer lugar de habitación neolítico de Italia en Isolino. 
En 1864 regresó a Francia y creó una nueva publicación, los Matériaux pour l'histoire positive et philosophique de l'homme, posteriormente Matériaux pour l'histoire naturelle et primitive de l'homme, patrocinando la mayor parte de las primeras publicaciones dedicadas a la prehistoria en dicho país. 
En 1868 se le encomendó la dirección del nuevo Museo de Antigüedades Nacionales situado en Saint-Germain-en-Laye. En el mismo se dedicó a la clasificación de las series de útiles de la Edad de Piedra.

## Contribuciones y errores
Una de las principales obras de Gabriel de Mortillet es Le Préhistorique, antiquité de l'homme, publicada en 1883 e ilustrada por su hijo Adrien de Mortillet.
La principal contribución de este erudito se refiere a la clasificación y la nomenclatura de los grandes periodos del Paleolítico. Subdividió la Prehistoria en catorce épocas, algunas de cuyas denominaciones son utilizadas todavía hoy: Acheliense, Musteriense, Solutrense, Magdaleniense, Turasiense.
Su firme creencia en un progreso inexorable y lineal de la cultura humana le condujo, sin embargo, a cometer un error relativo a la posición cronológica del periodo Auriñaciense: tomando como base que los útiles en hueso son raros en el solutrense, se encuentran presentes en el auriñaciense y ya están muy elaborados en el magdaleniense, describió el auriñaciense como una fase de transición entre el solutrense y el magdaleniense. A comienzos del siglo XX, los trabajos de Henri Breuil colocaron al auriñaciense en su posición cronoestratigráfica exacta, anterior al solutrense y al magdaleniense.
Este misma creencia en un evolucionismo lineal le condujo a tomar partido por posiciones teóricas posteriormente desmentidas por la realidad arqueológica, particularmente en lo que se refiere al momento de aparición del arte parietal y la práctica de la sepultura: se opuso siempre a admitir que el hombre paleolítico pudiera practicar un arte parietal (y ello a pesar de que admitió la autenticidad del arte mobiliario, que consideraba primitivo y mal ejecutado) y fuera capaz de enterrar a sus muertos. Dichas prácticas, en su opinión, eran demasiado complejas para ser contemporáneas de unas industrias en piedra tan primitivas, pues los ritmos de evolución del arte, de la espiritualidad y de la tecnología debían ser necesariamente idénticos.

## Obras
- Essai d'une classification des cavernes et des stations sous abri, fondée sur les produits de l'industrie humaine (1869).
- Classification de l'Âge de la pierre (1872).
- Le Prehistorique (1882).
- Les Negres et la civilisation egyptienne (1884).
- Origines de la chasse, de la pêche et de l'agriculture (1890).